# Panorama Park
Panorama Park é uma cidade localizada no estado americano de Iowa, no Condado de Scott.

## Demografia
Segundo o censo americano de 2000, a sua população era de 111 habitantes.
Em 2006, foi estimada uma população de 267, um aumento de 156 (140.5%).

## Geografia
De acordo com o United States Census Bureau tem uma área de
0,2 km², dos quais 0,2 km² cobertos por terra e 0,0 km² cobertos por água.

## Localidades na vizinhança
O diagrama seguinte representa as localidades num raio de 8 km ao redor de Panorama Park.